# Cirrus spissatus
Cirrus spissatus is een wolkensoort en is onderdeel van een internationaal systeem om wolken te classificeren naar eigenschap volgens de internationale wolkenclassificatie. Cirrus spissatus komt van het geslacht cirrus, met als betekenis krul van het haar en de term spissatus betekent vervlochten. Ze behoren tot de familie van hoge wolken.
Cirri spissati zijn dichte wolken, voldoende om de zon te versluieren. Naar de zon toe hebben ze vaak een grijze tint. De onderzijde heeft vaak valstrepen van ijskristallen (virga). Ze kunnen mogelijk aan de top te vinden zijn van een cumulonimbus.